# Kurt Nitsch
Kurt Nitsch (* 27. Mai 1915 in Dillenburg; † 6. November 1984 in Hannover) war ein deutscher Pädiater und Hochschullehrer.

## Leben und Wirken
Nitsch wurde 1915 als Sohn eines Arztes geboren. Er studierte an den Universitäten in Marburg und Göttingen Humanmedizin und gehörte seit 1933 der Marburger Burschenschaft Alemannia an. Nitsch beantragte am 2. November 1937 die Aufnahme in die NSDAP und wurde rückwirkend zum 1. Mai desselben Jahres aufgenommen (Mitgliedsnummer 5.656.793). Er schloss das Studium 1938/39 mit zweitem Staatsexamen und Promotion in Göttingen ab. 1946 wurde er Facharzt für Innere Medizin, 1948 Facharzt für Pädiatrie. Im folgenden Jahr wurde er habilitiert und war ab 1954 Professor für Kinderheilkunde in Göttingen.
Von 1953 bis 1973 wirkte Nitsch als Chefarzt des DRK-Kinderkrankenhauses Cecilienstift in Hannover. Im Jahr 1954 wurde der Kinderschutzbund in Hannover als einer der ersten Ortsverbände in der Bundesrepublik gegründet, Nitsch war einer der Mitgründer. Von 1975 bis 1981 fungierte Nitsch als Präsident des Deutschen Kinderschutzbundes. Nitsch war außerdem Vorsitzender der Deutschen Gesellschaft für Sozialpädiatrie und ab 1983 Ehrenmitglied der Gesellschaft.

## Auszeichnungen
- 1973: Großes Verdienstkreuz des Landes Niedersachsen[3]
- 1980: Bundesverdienstkreuz 1. Klasse der Bundesrepublik Deutschland

## Werke
- Schwierigkeiten bei der Diagnostik intracranieller Dermoidcysten, mit Beschreibung eines Falles. (zugleich Dissertation an der Universität Göttingen) Nolte, Düsseldorf 1940
- Experimentelle, vergleichende und klinische Untersuchungen zur Amidopyrinwirkung, unter besonderer Berücksichtigung zentraler und vegetativer Reaktionen. Habilitationsschrift an der Universität Göttingen, 1949
- Diagnostische und therapeutische Technik beim Kinde : Eine Zusammenstellung pädiatrischer Methoden für den Arzt des Kindes. Thieme, Stuttgart 1951
- Balneotherapie und Klimakuren im Kindesalter. Deutscher Bäderverband, Bonn 1955
- mit Sepp Folberth: Kinderheime, Kinderheilstätten in der Bundesrepublik Deutschland, Österreich und der Schweiz. Pallas Verlag, Lochham 1964
- Pädiatrie für Pädagogen und verwandte Berufe : mit einer kurzen Krankheitslehre des Kindes. Marhold, Berlin 1976, ISBN 978-3-7864-2809-1
- mit Peter Atteslander: Was wird aus unseren Kindern? Gesellschaftspolitische Folgen frühkindlicher Vernachlässigung. Hüthig, Heidelberg 1978, ISBN 978-3-7785-0533-5
- mit Peter Stoll: Elternschule. Verlag Wort und Bild Becker, Baierbrunn 1982